# João Pedro Gomes Cardim
João Pedro Gomes Cardim   (1832 - 1918) fou un compositor portuguès de finals del segle xix i principis del xx.
Després de deixar el Seminari a Portugal, João Pedro va arribar al Brasil l'any 1857 per dedicar-se a la seva carrera artística. Autor d'obres i òperes interpretades tant a la seva terra natal com aquí, va actuar en diversos llocs de l'Imperi dirigint orquestres, cantant i presentant obres pròpies.